# Charles Ier de Guise
Pour les articles homonymes, voir Charles de Lorraine et Charles Ier de Lorraine.
Charles de Lorraine, 4e duc de Guise, né le 20 août 1571 à Joinville, mort le 30 septembre 1640 à Cuna (it), est un prince de la maison Maison de Guise, branche cadette de la Maison de Lorraine.
D'abord prince de Joinville, il devient duc de Guise à l'âge de dix-sept ans, après l'assassinat de son père Henri de Guise à Blois par le roi Henri III. Lui-même emprisonné, il s'évade et rejoint la Ligue pour qui il combat jusqu'à son ralliement à Henri IV en 1594. Opposé à la politique du cardinal de Richelieu, il meurt en exil en Italie.

## Biographie
Charles est le fils aîné d'Henri de Lorraine, 3e duc de Guise, dit le Balafré, et de Catherine de Clèves, comtesse d'Eu. Il est d'abord chevalier de Guise et prince de Joinville, du vivant de son père.
Par ordre du roi de France Henri III, son père est assassiné le 23 décembre 1588 au château de Blois, et Charles est arrêté avec le reste de la famille, destitué de la survivance du gouvernement de Champagne et de Brie qu’il avait eu le 6 août 1588 et de la survivance de la charge de Grand maître de France que son père occupait.
Le 15 août 1591, il s'évade du château de Tours, où il était détenu depuis la mort de son père, et prend le parti du duc de Mayenne. Il se rend à Paris où il est reconnu chef de la Ligue.
En mai 1594, il se rend maître de la Champagne. Antoine de Saint-Paul, qui avait été nommé lieutenant général de la province par le duc de Mayenne, y avait commandé pendant la captivité du duc de Guise et y avait agi avec indépendance. Il avait fait bâtir aux portes de Reims un fort gardé par deux cents étrangers (des Espagnols). Les habitants de Reims se plaignirent donc au duc de Guise de la conduite de Saint-Paul et demandèrent la démolition du fort. Lorsque le duc lui en parla en mai 1594, il répondit avec audace, en mettant la main sur son épée, que le fort subsisterait et que la garnison serait maintenue. Indigné par cette insulte, le duc de Guise lui passa son épée au travers du corps.
Depuis cette mort, le duc ne sort plus de Reims, et conclut un traité avec Henri IV qui le fait gouverneur de Provence et Amiral des mers du Levant par provisions données à Paris le 22 octobre 1594. En contrepartie, il démissionne de sa charge de Grand maître de France et libère la Champagne qu’il occupait. En 1596, il assiège et libère la ville de Marseille.
En 1610, il se brouille avec son oncle Charles de Mayenne. Pendant la régence et le gouvernement de Marie de Médicis et de Concino Concini, Charles de Guise demeure fidèle à la royauté, prenant la tête de troupes contre les princes révoltés qu'il bat à plusieurs reprises en 1616-1617. L'arrestation du prince de Condé, revenu à la cour sur l'assurance du duc de Guise de ne pas être inquiété, amène ce dernier à se retirer un temps sur ses terres.
Partisan d'une monarchie très modérée qui aurait laissé une large place aux Grands, le duc de Guise fait preuve d'une fidélité moindre après la prise du pouvoir par Louis XIII et l'assassinat de Concini (24 avril 1617). Il cautionne ainsi l'évasion de Marie de Médicis alors exilée à Blois (1618), mais participe aux guerres contre les huguenots à Saint-Jean-d'Angély et Montauban en 1621 puis en commandant une armée royale en Provence en 1622, commandant par la suite un temps la flotte lors du siège de La Rochelle (1627-1628). Il en abandonne cependant le commandement, ne lui trouvant pas assez d'importance.
La politique navale de Louis XIII et de Richelieu le contraint à abandonner sa charge d’Amiral des mers du Levant, ce qui le fait lentement basculer dans l'opposition au cardinal contre lequel il complote. Au lendemain de la journée des Dupes, il est disgracié. Il demande alors la permission de partir en pèlerinage à Notre-Dame-de-Lorette pour n'en jamais revenir.
Il se réfugie à Florence où il bénéficie de la protection du grand-duc de Toscane. Son épouse et ses enfants l'y rejoignent. Pendant ces longues années d'exil en Italie, ses fils François et Charles Louis meurent. Lui-même décède à Cuna, près de Sienne, en 1640. Sa veuve et ses enfants dont Marie, Mademoiselle de Guise sont autorisés à rentrer en France en 1643.

## Possessions
Charles de Lorraine, 4e duc de Guise, avait hérité de son père le duché de Guise, les domaines de Meudon et Marchais, à Paris, l'hôtel de Guise (aujourd'hui hôtel de Soubise). De sa mère, il tenait le comté d'Eu.

## Mariage et enfants
Le 6 janvier 1611, il épouse Henriette-Catherine de Joyeuse (1585-1656), duchesse de Joyeuse, fille d'Henri de Joyeuse, duc de Joyeuse, maréchal de France, et de Catherine de Nogaret de La Valette. Elle était veuve en premières noces de Henri de Bourbon, duc de Montpensier dont elle avait une fille Marie de Bourbon-Montpensier laquelle épousera Gaston d'Orléans, frère de Louis XIII et sera la mère de la « Grande Mademoiselle ».
Le couple a dix enfants : 
- François de Lorraine (3 avril 1612 - 7 décembre 1639, Florence), prince de Joinville ;
- des jumeaux (1613-1613) ;
- Henri II de Lorraine Guise (4 avril 1614, Paris - 2 juin 1664, Paris), archevêque de Reims (1629-1640), qui sera le 5e duc de Guise ;
- Marie de Lorraine (15 août 1615 - 3 mars 1688), duchesse de Guise, princesse de Joinville, dernière représentante de la branche de Guise de la Maison de Lorraine ;
- Charles-Louis de Lorraine (15 juillet 1618 - 1641 ou 15 mars 1637, Florence), duc de Joyeuse ;
- Françoise-Renée de Lorraine (10 janvier 1621 - 4 décembre 1682, Montmartre), abbesse de Saint-Pierre-les-Dames à Reims (1637-1644), puis abbesse de Montmartre (de 1644 à sa mort) ;
- Louis de Lorraine (11 novembre 1622 - 27 septembre 1654), duc de Joyeuse et d'Angoulême, grand chambellan de France ;
- Roger de Lorraine (21 mars 1624 - 6 septembre 1653, Cambrai) ;
- et une fille.

### Sources et bibliographie
- Georges Poull, La Maison ducale de Lorraine, Nancy, Presses universitaires de Nancy, 1991, 575 p. [détail de l’édition] (ISBN 2-86480-517-0), p. 427-429.
- Notice biographique de Charles de Lorraine, in Mémoires de Jean sire de Joinville ou Histoire et chronique du très-chrétien roi Saint Louis, Firmin Didot frères, fils et Cie, 1871, p. 246 (lire en ligne)